# 12845 Crick
12845 Crick eller 1997 JM15 är en asteroid i huvudbältet som upptäcktes den 3 maj 1997 av den belgiske astronomen Eric W. Elst vid La Silla-observatoriet. Den är uppkallad efter nobelpristagaren Francis Crick.
Asteroiden har en diameter på ungefär 3 kilometer.